# Костянтин Васильович Суздальський
Костянтин Васильович (рос. Константин Васильевич; 1295/1303 —1355) — 1-й великий князь Нижньогородсько-Суздальський у 1341—1355 роках.

## Життєпис
Молодший син князя Василя Михайловича Суздальського. Народився між 1295 і 1303 роками в Суздалі. 1331/1332 року після смерті брата Олександра спадкував князівство Суздальське й претензії на титул великого князя Володимирського.
1339 року вимушений був приєднатися разом з іншими сусідніми князями до ординського війська на чолі із Товлубієм, який повинен був приборкати повстання великого князя смоленського Івана Олександровича. Проте після невдалої облоги Смоленська, сплюндрував князівство ординці та їх васали 1340 року повернувся кожен до себе. З цього часу став шукати союзу з великим князівством Литовським.
1341 року після смерті Івана Даниловича Московськокого Узбек-хан розділив велике князівство Володимирське, виокремивши міста Нижній Новгород, Городець і Унжа, які передав Костянтину Васильовичу. Втім спроби отримати власне велике князівство були марними. З цього часу називає себе князем Суздальським і Нижньогородським. У 1342 році відвідав Сарай, де отримав ярлик від нового хана Джанібека на свої уділи. 1344 року знову відвідав Орду.
Сприяв активно освоюванню південних і південносхідних меж князівства, зокрема басейну річки Кудьма і правобережжя Оки. Зрештою східний кордон розширилася до річки Сундовік.
У 1350 році Костянтин Васильович переносить столицю з Суздаля до Нижнього Новгорода. Того ж року на прохання Костянтина Васильовича константинопольський патріарх Калліст I поставив суздальським єпископом Іоанна. Цим намагався закласти підвалини самостійної церковної політики, не звертаючи увагу на митрополитів Русі, які все більше підтримували Москву. Також заклав в Нижньому Новгороді храм Пишного Преображення, куди з Суздаля було перенесено образ Спаса.
У 1353 році після смерті Семеона Івановича вдруге спробував отримати велике князівство Володимирське. В цьому здобув підтримку Новгородської республіки. Проте хан Джанібек передав відповідний залишив ярлик Івану II Московському. Лише перед своєю смертю Костянтин визнав право останнього на великокняжий престол, титулювався як великий князь.
Помер в 1355 році. Владу спадкував старший син Андрій.

## Родина
Дружина — Анна, донька Васиня, князя Феодоро
Діти:
- Андрій (1320/1321-1365), князь Нижньогородсько-Суздальський
- Дмитро (1323/ 324—1383), великий князь Нижньогородсько-Суздальський
- Борис (д/н—1394), князь Городецький

2. Дружина — Олена
Діти:
- Дмитро Ніготь
- Євдокія (бл. 1340—1404), дружина Михайла Олександровича, великого князя Володимирського і князя Тверського
- Антонида (д/н—1365), дружина князя Андрія Федоровича Ростовського.